# Ansy Dérose
 (juillet 2013).
Si vous disposez d'ouvrages ou d'articles de référence ou si vous connaissez des sites web de qualité traitant du thème abordé ici, merci de compléter l'article en donnant les références utiles à sa vérifiabilité et en les liant à la section « Notes et références ».
Ansy Dérose, né le 3 juin 1934 à Port-au-Prince, en Haïti, est un chanteur haïtien du XXe siècle, décédé dans la capitale haïtienne le 17 janvier 1998, à l'âge de 63 ans.

## Biographie
Né à Port-au-Prince le 3 juin 1934, Ansy Dérose commença très tôt sa carrière de chanteur sous la conduite de Mme Elisabeth Mahy, Professeur de technique vocale, de nationalité française. Pendant toute une décennie, il ne chanta que les mélodies de Frantz Schubert, de Schumann et de Beethoven. Il excella dans les airs de Lalo, de Jules Massenet et de Gabriel Fauré.
Ayant obtenu une bourse qui lui permit de continuer ses études techniques en Allemagne (où il se rendit le 23 novembre 1963), il ne négligea pas pour autant son talent et son art. C'est pourquoi il s'inscrivit au « Musick Hoch Shule » où ses professeurs lui reconnurent un grand talent d'interprète. Par la suite, transféré à Sarrebruck, il participa à un concours d'amateurs programmé par la Radio télévision de cette ville, concours dont il sortit premier lauréat. C'est ainsi qu'il commença à faire connaître dans le pays de Goethe et Beethoven les chansons traditionnelles haïtiennes ainsi que celles, d'une facture remarquable, qu'il composait déjà lui-même. À son retour d'Allemagne en 1964, invité par des parents pour un séjour à Chicago, il y resta dix-huit mois et s'inscrivit au « American Conservatory of Chicago » sous la direction du Grand Maître G. Moore dont il gagna l'estime et l'admiration.
Sa grande entrée sur la scène internationale fut au « Premier Festival mondial de la chanson » qui se tint à Mexico en novembre 1970, avec certains des plus grands noms de la musique européenne et sud-américaine, et des chefs d'orchestre et arrangeurs comme Paul Mauriat, Franck Pourcel, Pochio Perez. Sur les soixante-dix pays représentés, sa chanson Maria, l'une de ses toutes premières compositions, arrangée par Pochio Perez, gagna le troisième trophée. Ceci lui valut une colonne dans la première page du journal officiel Olimpo de Mexico où l'on pouvait lire ceci : « …Avec Ansy Dérose d'Haïti se rompt la chaîne des triomphateurs européens ».
Malgré les nombreuses offres qui lui ont été faites par des firmes européennes, Ansy Dérose, après cette expérience, comprit l'urgente nécessité de poursuivre ses études musicales. En dépit de l'absence de Conservatoire, il décida de retourner au pays natal. Doué d'une incroyable capacité à se former et à se parfaire, notre autodidacte  choisit de s'adonner corps et âme à la tâche avec un acharnement implacable et s'enferma pendant trois mois, travaillant jour et nuit, déterminé à corriger ses insuffisances. Après treize ans d'enseignement à l'Ecole professionnelle J.B. Damier, il en devint le directeur. Après le départ des experts, le niveau de l'enseignement baissa considérablement et notre nouveau directeur dut se mettre en quatre pour le relever: il s'employa à faire recruter des professeurs qualifiés et surtout à trouver les fonds indispensables (qui ont toujours cruellement manqué) au bon fonctionnement de l'établissement. Il suivit aussi pendant trois ans des cours d'Architecture et de décoration intérieure.
En 1972, son premier disque Ansy, sa Musique et sa Poésie fit les délices des mélomanes. Son second album Quo Vadis Terra (1974) connut un succès inépuisable. Ses chansons, symboles d'espoir, d'amour et de fraternité, ont fait de lui le chanteur le plus adulé du pays.
Entretemps, Ansy découvrit en sa femme, Yole Ledan Dérose (1976), une parolière d'une grande sensibilité et une voix extrêmement harmonieuse qui, jointe à la sienne, était destinée à produire un effet des plus heureux. Un spectacle fut donné au Rex Théâtre pour partager avec le public haïtien le deuxième prix du Festival international de la Chanson et de la Voix. C'est à cette occasion que le public découvrit Yole. Ce fut le coup de foudre et, désormais, le public ne se passa plus de ce couple mythique.
Yole et Ansy, c'est la réplique de deux voix sœurs, le symbole unique en Haïti d'un couple qui a réussi sur la scène artistique comme dans la vie privée. La popularité déjà solide d'Ansy a certainement été renforcée par la voix douce et vive de sa compagne dont on est unanime à vanter l'éclatante beauté. Porteurs de rêves et de tendresse, leurs noms sont toujours évoqués avec fascination et jouissent d'un renom sans égal. Leur spectacle en « Hommage à la Jeunesse », au Stade Sylvio-Cator, le 11 mai 1985, devant plus de vingt cinq mille spectateurs, auquel participèrent neuf jeunes talents des neuf départements géographiques du pays en est une preuve éloquente
Sa femme, Yole Dérose, a chanté à ses côtés pendant plus de vingt ans.